# イワン雷帝 (映画)
『イワン雷帝』（イワンらいてい、原題：Иван Грозный）は、1944年から1946年にかけて制作されたソ連映画。セルゲイ・エイゼンシュテイン監督。
“イワン雷帝”ことイヴァン4世の生涯を描いた作品。全3部構成で制作される予定であったが、第1部は時の権力者ヨシフ・スターリンから高く評価されたものの、第2部はスターリンを暗に批判した内容であったため上映禁止となり、第3部は完成されなかった。第2部のラスト数分がカラー映像になっている。

## あらすじ
第1部（1944年）
16世紀半ば、帝位に就いたイワンはロシアを強力な統一国家にすべく邁進するが、それを快く思わない伯母のエフロシニアは、彼の愛する妃アナスタシアを毒殺してしまう。悲嘆にくれたイワンは退位して田舎に引きこもるが、民衆の熱い要請を受けて、再び帝位に返り咲く。
第2部（1946年）
民衆の熱い要請を受けて再び帝位に返り咲いたイワンであったが、宮廷内では依然としてエフロシニアを中心とする反イワン派の抵抗を受けていた。イワンはこの状況を打開すべく大粛清を決行する。

## キャスト
※括弧内は日本語吹替（テレビ版・初回放送1969年1月15日 NHK『劇映画』9:00-12:00）
- イワン雷帝 - ニコライ・チェルカーソフ（高橋昌也）
- アナスターシャ皇妃 - リュドミラ・ツェリコフスカヤ（平木久子）
- エフロシニア（英語版） - セラフィマ・ビルマン（英語版）
- ウラジーミル公 - パーヴェル・カドチニコフ（英語版）（杉裕之）
- クルーブスキー公 - ミハイル・ナズヴァノフ（英語版）（有馬昌彦）
- スクラートフ - ミハイル・ジャーロフ（英語版）（高木均）

## その他
エイゼンシュテインは1928年にモスクワで行なわれた2代目市川左團次の歌舞伎初の海外公演を観劇し、大いに感銘を受けた。その影響から、第1部ではクローズアップ・ショットで主人公に見得を切らせるという、歌舞伎的な様式の演出を用いている。